# 古健傑
古健傑（1985年9月18日—），馬來西亞男子羽毛球運動員。出生於霹靂州怡保，擅長男子雙打與混合雙打。他與陳文宏的雙打組合被稱作鑽石組合。
古健傑17歲時贏得亞洲青少年冠軍，隨後開啟職業球員的生涯。他曾與陳重名搭配參加2004年湯姆斯盃，並贏得2005年世界錦標賽銅牌。後來改與陳文宏搭配，2007年曾排名世界第4，2008年9月排名世界第6。2014年2月21日，向國家隊提交退出申請，此後他曾在泰國擔任一年的教練。2015年5月，与陳文宏以自由人身分在澳大利亚羽毛球超级赛复出。2016年11月，於香港羽毛球超級賽決定棄羽從商。
随着2017年在马来西亚紫色联赛幫助八打靈再也俱樂部获得冠军後，古健杰也成為史上第一位获得中国羽超联赛、印度羽超联赛和马来西亚紫色联赛的冠军的羽毛球運動員。

## 简历

### 早年及出道
古健杰是马来西亚双打选手，2002年，他赢得亚洲青年羽毛球锦标赛，开始进入国家队。2004年，古建杰和马来西亚老将陈重名搭档，参加2004年汤姆斯杯，虽然马来西亚未能进入决赛，可是古建杰的球技让人惊叹，他的表现非常出色。
2005年，古建杰和陈重名参加2005年第14届世界羽毛球锦标赛，最后未能晋级决赛，他们得到了季军。2006年，他们赢得了瑞士羽毛球公开赛，英联邦运动会羽毛球男子双打金牌和马来西亚羽毛球公开赛。在2006年第十五届世界羽毛球锦标赛开始之前，陈重名的父亲去世，他们疏于练习，再次落败。2006年亚运会在多哈举行之前，双打选手陈重名仍無法擺脫父亲去世的事，这引起国家队羽毛球双打教练雷克西·邁納基的注意，决定把他们两个拆伙，改为陳文宏和古健杰搭档，陈重名和陳文宏的旧搭档云天豪搭档。

### 巅峰时期
2006年多哈亚运会开幕，古陈这对新组合给马来西亚人看到了希望，他们连续打败各国高手（中国男双蔡赟/傅海峰，印尼男双组合马尔基斯·基多/亨德拉·塞蒂亚万），最终打败印尼男双赢得夺回馬來西亞32年来第一枚亚运会男双金牌。
2007年，是古陈收获最多的一年，他们连续赢得马来西亚羽毛球公开赛、全英羽毛球公开赛、瑞士羽毛球公开赛、马来西亚全国羽毛球锦标赛、菲律宾羽毛球公开赛、澳门羽毛球大奖赛和丹麦羽毛球公开赛，世界排名上升到第四名。連番的勝利，讓當時的馬來西亞國家隊雙打教練迈纳基評論他們為「犹如钻石一般闪闪发亮的组合」，最後「钻石組合」的称号不胫而走，沿用至今。
2008年，北京奥运会开幕，古/陈参加羽毛球比賽男子雙打項目，他们在16强打败日本组合池田信太郎和板本修一，可是他们在8强输给了世界排名第一的印尼组合亨德拉·塞蒂亚万和马尔基斯·基多，未能进入半决赛，也结束了他们八连胜印尼组合的记录。
2009年，他们只赢得瑞士羽毛球公开赛和澳门羽毛球大奖赛。2010年，他们赢得马来西亚羽毛球公开赛和英联邦运动会金牌，同年八月，他们参加第十八届世界羽毛球锦标赛，他们先后打败韩国组合李龙大/郑在成和中国组合郭振东/徐晨，可是在决赛他们输给了中国组合蔡赟/傅海峰，获得亚军。11月，他们参加广州亚运会羽毛球男子双打比赛，在决赛输给了印尼组合亨德拉·塞蒂亚万/马尔基斯·基多，未能蝉联亚运会男双金牌。

### 成绩下滑
2011年，古陈组合在世界羽联超级系列赛总决赛和马来西亚羽毛球公开赛第一轮被淘汰，他们的世界排名跌倒第五名，2011年韩国羽毛球公开赛，古陈进入半决赛，在半决赛输给了韩国组合李龙大和郑在成，同年2月，古陈在德国羽毛球大奖赛半决赛也是输给韩国组合。2011年全英赛，古陈状态开始提升，一路进入决赛，在决赛输给了丹麦组合，虽然他们输了，可是这是他们在2011年最好的成绩，同年5月，古陈参加大马羽毛球黄金大奖赛，最后再次进入决赛，打败印尼组合穆罕默德·阿赫桑和阿尔文特·尤利安托·钱德拉。他们打破了长达7个月的冠军荒，他们最后一次拿冠军是在英联邦运动会，也拿下本赛季的第一个冠军。

### 2013年世錦賽晉八強
2013年8月，古健傑參加中國廣州舉行的世界羽毛球錦標賽，與陳文宏以2號種子身分出戰男子雙打項目。他們第一、二圈輪空，直接晉級16強；第三圈面對香港的新秀組合伍家朗、李晉熙，即以2比0（21-17、21-7）輕鬆勝出；但至半準決賽，他們就以0比2（15-21、16-21）不敵5號種子、韓國的金基正/金沙朗，8強止步。

### 重新合作
2015年4月，古健杰与陳文宏和一家私人发展商签下200万令吉的赞助合约，放眼东山再起及争取进军明年里约奥运会。古陈在复出后的第一场比赛2015年澳大利亚羽毛球超级赛打进8强。随后的几个星期，他们在斯里蘭卡國際挑戰賽奪得男雙冠軍，這是他們成為职业球员後的首個冠軍，也是他們在2012年馬來西亞黃金賽後的第一個冠軍。同年9月，他们打进了泰国羽毛球黄金大奖赛决赛，但最后输给了印尼组合瓦赫尤·那亚卡·阿亚·邦卡亚尼拉和阿迪·尤苏夫。前国家男双名将叶锦福认为，老牌男双古健杰与陈文宏比现在的国家队男双组合，具备更好的水平。

### 退役從商
2016年11月6日，古建傑在香港羽毛球超級賽後表示，因為與陳文宏爭取里約奧運參賽資格失利，加上陳文宏將會與新的搭檔出戰國際賽，所以決定退役從商。同年12月，陳文宏宣布將於2017年起與印尼前奧運雙打冠軍亨德拉·塞蒂亞萬搭檔參加國際賽事。

## 主要比賽成績
只列出曾進入準決賽的國際賽事成績：
| 年份   | 賽事                     | 公開賽級別 | 項目     | 拍檔   | 成績   |
| ------ | ------------------------ | ---------- | -------- | ------ | ------ |
| 2004年 | 法國羽毛球公開賽         | 不適用     | 男子雙打 | 顏德財 | 冠軍   |
| 2004年 | 新加坡羽毛球公開賽       | 不適用     | 男子雙打 | 陳重名 | 準決賽 |
| 2004年 | 新加坡羽毛球公開賽       | 不適用     | 混合雙打 | 黃佩蒂 | 亞軍   |
| 2004年 | 中華台北羽球公開賽       | 不適用     | 男子雙打 | 陳重名 | 冠軍   |
| 2004年 | 中華台北羽球公開賽       | 不適用     | 混合雙打 | 黃佩蒂 | 冠軍   |
| 2006年 | 中華台北羽球公開賽       | 不適用     | 男子雙打 | 陳重名 | 準決賽 |
| 2006年 | 日本羽毛球公開賽         | 不適用     | 男子雙打 | 陳文宏 | 亞軍   |
| 2006年 | 亞洲運動會羽毛球比賽     | 其他       | 男子雙打 | 陳文宏 | 金牌   |
| 2007年 | 馬來西亞羽毛球超級賽     | 超級賽     | 男子雙打 | 陳文宏 | 冠軍   |
| 2007年 | 韓國羽毛球超級賽         | 超級賽     | 男子雙打 | 陳文宏 | 準決賽 |
| 2007年 | 全英羽毛球超級賽         | 超級賽     | 男子雙打 | 陳文宏 | 冠軍   |
| 2007年 | 瑞士羽毛球超級賽         | 超級賽     | 男子雙打 | 陳文宏 | 冠軍   |
| 2007年 | 亞洲羽毛球錦標賽         | 其他       | 男子雙打 | 陳文宏 | 亞軍   |
| 2007年 | 印尼羽毛球超級賽         | 超級賽     | 男子雙打 | 陳文宏 | 準決賽 |
| 2007年 | 菲律宾羽毛球公开赛       | 黃金大獎賽 | 男子雙打 | 陳文宏 | 冠軍   |
| 2007年 | 澳門羽毛球黃金大獎賽     | 黃金大獎賽 | 男子雙打 | 陳文宏 | 冠軍   |
| 2007年 | 丹麥羽毛球超級賽         | 超級賽     | 男子雙打 | 陳文宏 | 冠軍   |
| 2008年 | 亞洲羽毛球錦標賽         | 其他       | 男子雙打 | 陳文宏 | 季軍   |
| 2008年 | 澳門羽毛球黃金大獎賽     | 黃金大獎賽 | 男子雙打 | 陳文宏 | 冠軍   |
| 2008年 | 法國羽毛球超級賽         | 超級賽     | 男子雙打 | 陳文宏 | 準決賽 |
| 2008年 | 中國羽毛球超級賽         | 超級賽     | 男子雙打 | 陳文宏 | 準決賽 |
| 2008年 | 世界羽聯超級系列賽總決賽 | 超級賽     | 男子雙打 | 陳文宏 | 冠軍   |
| 2009年 | 瑞士羽毛球超級賽         | 超級賽     | 男子雙打 | 陳文宏 | 冠軍   |
| 2009年 | 印尼羽毛球超級賽         | 超級賽     | 男子雙打 | 陳文宏 | 準決賽 |
| 2009年 | 馬來西亞羽毛球黃金大獎賽 | 黃金大獎賽 | 男子雙打 | 陳文宏 | 冠軍   |
| 2009年 | 世界羽毛球錦標賽         | 其他       | 男子雙打 | 陳文宏 | 準決賽 |
| 2009年 | 澳門羽毛球黃金大獎賽     | 黃金大獎賽 | 男子雙打 | 陳文宏 | 冠軍   |
| 2009年 | 丹麥羽毛球超級賽         | 超級賽     | 男子雙打 | 陳文宏 | 冠軍   |
| 2009年 | 法國羽毛球超級賽         | 超級賽     | 男子雙打 | 陳文宏 | 亞軍   |
| 2009年 | 中國羽毛球超級賽         | 超級賽     | 男子雙打 | 陳文宏 | 亞軍   |
| 2010年 | 馬來西亞羽毛球超級賽     | 超級賽     | 男子雙打 | 陳文宏 | 冠軍   |
| 2010年 | 瑞士羽毛球超級賽         | 超級賽     | 男子雙打 | 陳文宏 | 亞軍   |
| 2010年 | 中華台北羽毛球黃金大獎賽 | 黃金大獎賽 | 男子雙打 | 陳文宏 | 準決賽 |
| 2010年 | 世界羽毛球錦標賽         | 其他       | 男子雙打 | 陳文宏 | 亞軍   |
| 2010年 | 日本羽毛球超級賽         | 超級賽     | 男子雙打 | 陳文宏 | 亞軍   |
| 2010年 | 英联邦运动会羽毛球比赛   | 其他       | 混合團體 | －     | 金牌   |
| 2010年 | 英联邦运动会羽毛球比赛   | 其他       | 男子雙打 | 陳文宏 | 金牌   |
| 2010年 | 亞洲運動會羽毛球比賽     | 其他       | 男子雙打 | 陳文宏 | 銀牌   |
| 2011年 | 韓國羽毛球首要超級賽     | 首要超級賽 | 男子雙打 | 陳文宏 | 準決賽 |
| 2011年 | 德國羽毛球黃金大獎賽     | 黃金大獎賽 | 男子雙打 | 陳文宏 | 準決賽 |
| 2011年 | 全英羽毛球首要超級賽     | 首要超級賽 | 男子雙打 | 陳文宏 | 亞軍   |
| 2011年 | 印度羽毛球超級賽         | 超級賽     | 男子雙打 | 陳文宏 | 準決賽 |
| 2011年 | 馬來西亞羽毛球黃金大獎賽 | 黃金大獎賽 | 男子雙打 | 陳文宏 | 冠軍   |
| 2011年 | 日本羽毛球超級賽         | 超級賽     | 男子雙打 | 陳文宏 | 準決賽 |
| 2012年 | 馬來西亞羽毛球黃金大獎賽 | 黃金大獎賽 | 男子雙打 | 陳文宏 | 冠軍   |
| 2012年 | 印尼羽毛球首要超級賽     | 首要超級賽 | 男子雙打 | 陳文宏 | 準決賽 |
| 2012年 | 奧林匹克運動會羽毛球比賽 | 其他       | 男子雙打 | 陳文宏 | 第四名 |
| 2012年 | 日本羽毛球超級賽         | 超級賽     | 男子雙打 | 陳文宏 | 亞軍   |
| 2012年 | 丹麥羽毛球首要超級賽     | 首要超級賽 | 男子雙打 | 陳文宏 | 亞軍   |
| 2012年 | 中國羽毛球首要超級賽     | 首要超級賽 | 男子雙打 | 陳文宏 | 準決賽 |
| 2012年 | 香港羽毛球超級賽         | 超級賽     | 男子雙打 | 陳文宏 | 亞軍   |
| 2013年 | 馬來西亞羽毛球黃金大獎賽 | 黃金大獎賽 | 男子雙打 | 陳文宏 | 亞軍   |
| 2013年 | 法國羽毛球超級賽         | 超級賽     | 男子雙打 | 陳文宏 | 亞軍   |
| 2015年 | 斯里蘭卡羽毛球國際挑戰賽 | 國際挑戰賽 | 男子雙打 | 陳文宏 | 冠軍   |
| 2015年 | 白夜羽毛球賽             | 國際挑戰賽 | 男子雙打 | 陳文宏 | 冠軍   |
| 2015年 | 泰國羽毛球黃金大獎賽     | 黃金大獎賽 | 男子雙打 | 陳文宏 | 亞軍   |
| 2015年 | 荷蘭羽毛球大獎賽         | 大獎賽     | 男子雙打 | 陳文宏 | 冠軍   |
| 2015年 | 瑞士羽毛球國際賽         | 國際挑戰賽 | 男子雙打 | 陳文宏 | 冠軍   |
| 2016年 | 馬來西亞羽毛球大師賽     | 黃金大獎賽 | 男子雙打 | 陳文宏 | 亞軍   |
| 2016年 | 瑞士羽毛球黃金大獎賽     | 黃金大獎賽 | 男子雙打 | 陳文宏 | 準決賽 |
| 2016年 | 湯姆斯盃                 | 其他       | 男子團體 | －     | 季軍   |
| 2016年 | 越南羽毛球大獎賽         | 大獎賽     | 男子雙打 | 陳文宏 | 亞軍   |

| 2007-2017年 | 首要超級賽 | 超級賽 | 黃金大獎賽 | 大獎賽 | 國際挑戰賽 | 國際系列賽 | 未來系列賽 | 其他 |

### 奧運會和世錦賽參賽紀錄
|          | 搭檔   | 2005 | 2006  | 2007 | 2008 | 2009 | 2010 | 2011 | 2012   | 2013 | 2014 |
| -------- | ------ | ---- | ----- | ---- | ---- | ---- | ---- | ---- | ------ | ---- | ---- |
| 男子雙打 | 陳重名 | 季軍 | 32強1 | －   | －   | －   | －   | －   | －     | －   | －   |
| 男子雙打 | 陳文宏 | －   | －    | 8強  | 8強  | 季軍 | 亞軍 | 8強  | 第四名 | 8強  | 16強 |
|          |        |      |       |      |      |      |      |      |        |      |      |
| 混合雙打 | 黃佩蒂 | 16強 | 季軍  | －   | －   | －   | －   | －   | －     | －   | －   |
| 混合雙打 | 黄惠龄 | －   | －    | －   | －   | 16強 | －   | －   | －     | －   | －   |

1賽前退賽

## 主要对賽记录
古健傑與主要對手的對賽成績如下（只列出對賽五次或以上對手，截至2016年12月1日）：
男雙 - 陳文宏
| 對手                        | 對賽次數 | 對賽結果 | 對賽結果 | 總計 |
| 對手                        | 對賽次數 | 勝       | 負       | 總計 |
| --------------------------- | -------- | -------- | -------- | ---- |
| 法鲁兹祖安 查基利阿都拉迪夫 | 10       | 6        | 4        | +2   |

| 對手                                 | 對賽次數 | 對賽結果 | 對賽結果 | 總計 |
| 對手                                 | 對賽次數 | 勝       | 負       | 總計 |
| ------------------------------------ | -------- | -------- | -------- | ---- |
| 鄭在成 李龍大                        | 16       | 3        | 13       | -10  |
| 卡斯腾·摩根森 玛蒂亚斯·鲍伊          | 15       | 10       | 5        | +5   |
| 傅海峰 蔡赟                          | 15       | 4        | 11       | -7   |
| 亨德拉·塞蒂亚万 马尔基斯·基多        | 11       | 7        | 4        | +3   |
| 邱子瀚 刘小龙                        | 7        | 6        | 1        | +5   |
| 金沙朗 金基正                        | 7        | 1        | 6        | -5   |
| 高成炫 柳延星                        | 7        | 1        | 6        | -5   |
| 里安·蘇克馬萬 约纳森·苏亚达玛·达苏基 | 6        | 6        | 0        | +6   |
| 橋本博且 平田典靖                    | 6        | 3        | 3        | ±0   |
| 克里斯·爱德考克 安德鲁·埃利斯        | 5        | 5        | 0        | +5   |
| 萨纳维·托马斯 鲁佩什·库马尔          | 5        | 5        | 0        | +5   |
| 穆罕默德·阿赫桑 博纳·塞普特纳        | 5        | 2        | 3        | -1   |
| 吴俊明 陳甲亮                        | 5        | 3        | 2        | +1   |
| 早川賢一 遠藤大由                    | 5        | 3        | 2        | +1   |
| 池田信太郎 坂本修一                  | 5        | 3        | 2        | +1   |
| 川前直樹 佐藤翔治                    | 5        | 5        | 0        | +5   |
| 李勝木 蔡佳欣                        | 5        | 2        | 3        | -1   |
| 林祐瑯 陳宏麟                        | 5        | 5        | 0        | +5   |
| 罗伯特·马特斯亚克 麦克·罗高斯        | 5        | 5        | 0        | +5   |
| 乔纳斯·拉斯姆森 拉尔斯·帕斯克        | 5        | 3        | 2        | +1   |

## 外部連結
- （英文） International Badminton Org
- （英文） Badminton Asia Confederation Official Site（页面存档备份，存于）
- （英文） Badminton Association of Malaysia
- （英文） Badminton Super Series 2007 （页面存档备份，存于）
- http://myfeatherlite.blogspot.com （页面存档备份，存于）
- https://web.archive.org/web/20070718062111/http://www.featherlite.com.my/main.htm